# Darius Mažintas

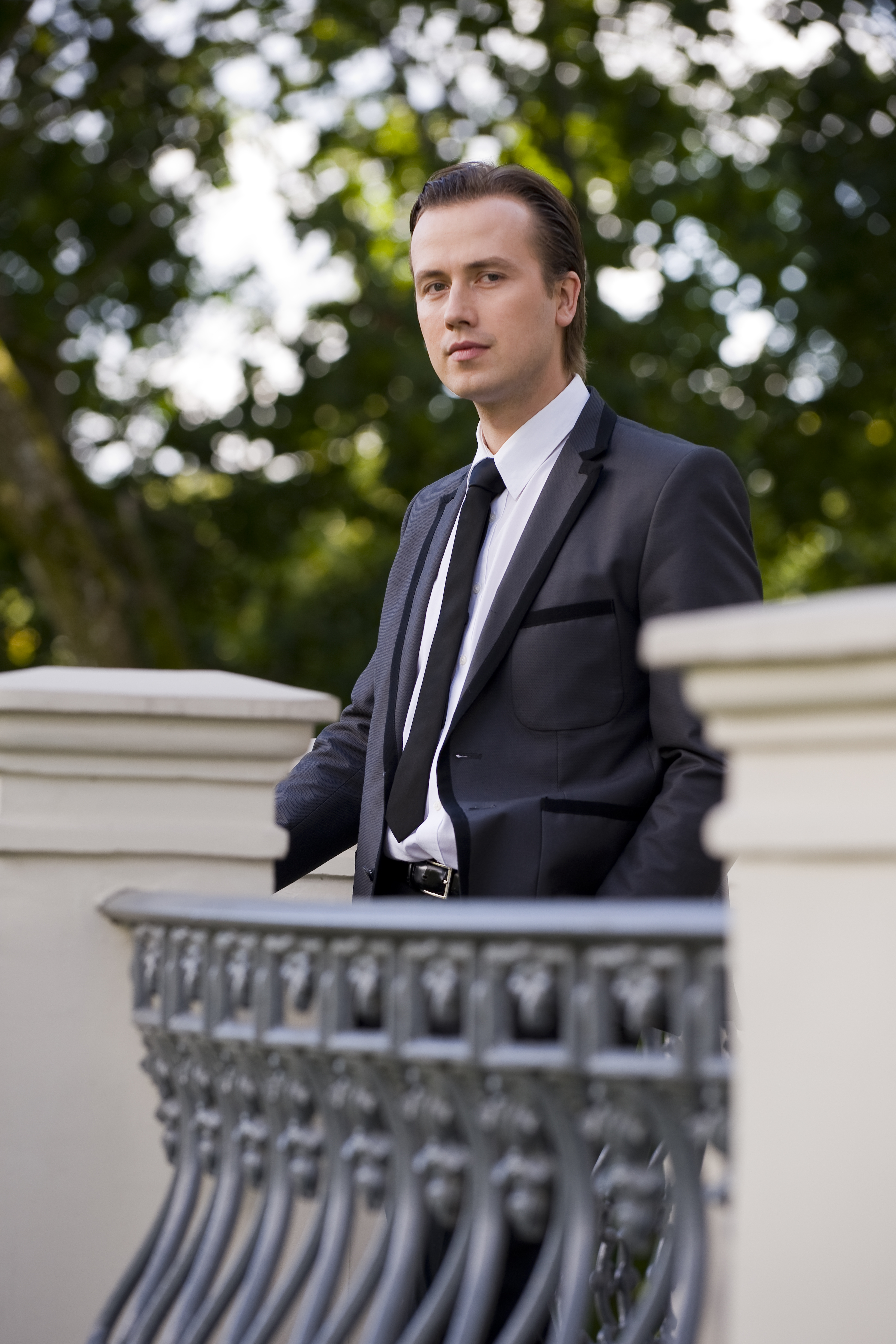
Darius Mažintas (2009)

Darius Mažintas (* 1982 in Vilnius) ist ein litauischer Musiker, Pianist und ehemaliger Politiker, Vizekulturminister.

## Leben
Ab 1988 lernte Mažintas an der Čiurlionis-Kunstschule. Er wollte nur Klavier spielen. Er war an anderen musikalischen Disziplinen wie Tonlehre Solfège oder Harmonielehre nicht interessiert. Nach 8 Klassen wurde er wegen des regressiven Verhaltens, aufgrund des schlechten Unterrichtsbesuchs, des schlechten Lernen und der Nichteinhaltung der Schulregeln aus der Kunstschule entfernt worden. 2000 absolvierte er die Balys Dvarionas-Musikschule. Ohne Hochschulreife zu erlangen und mit dem gefälschten Reifezeugnis einer russischen „Santaros“-Mittelschule absolvierte er ab 2001 das Bachelor-, Masterstudium und 2010 Aspirantur an der Lietuvos muzikos ir teatro akademija (LMTA) bei Veronika Vitaitė. Von 2005 bis 2006 bildete er sich weiter am Konservatorium „Giuseppe Verdi“ Como in Italien. Von September 2012 bis Herbst 2014 lehrte er als Lektor am Klavier-Lehrstuhl der Musikfakultät der LMTA.
Als Pianist spielte er in USA, Deutschland, Frankreich, Italien, Russland, Schweden, Niederlanden. Von 2010 bis 2011 spielte er in Concertgebouw (Amsterdam). Mit Frau Musikerin U.Sabaitytė-Mažintienė spielte er in Berliner Philharmonie, Carnegie Hall (New York), Wigmore Hall (London). Mažintas spielte mit dem Kammerorchester Litauens, Kammerorchester Klaipėda und hatte Konzerte mit den Opersolisten wie Virgilijus Noreika und Sandra Janušaitė. Er gewann bei Wettbewerben wie „Konzerteum“ in Griechenland (1998), „Citta di Senigalia“ in Italien (1996), „Virtuosi per musica di pianoforte“ in Tschechien (1995), „Pietra Ligure“ in Italien (1997). Als Pianist wurde er mehrmals im Ausland ausgezeichnet. Er bekam auch den Preis des jungen Künstlers vom Kultusministerium Litauens.
Er engagiert sich für die Ukraine und gegen den russischen Angriffskrieg. Im Dezember 2022 spielte er in schusssicherer Weste auf dem Berg Kremenez in der kurz davor befreiten Stadt Isjum im Osten der Ukraine ein Werk des ukrainischen Komponisten Walentyn Sylwestrow. Die Aufnahme zeigt einen weißen Flügel inmitten nebelverhangener Natur und galt der Bevölkerung als Gruß zur Weihnachtszeit.

## Politik
Vom März 2013 bis zum 19. September 2014 war er litauischer Kultusvizeminister (statt Faustas Latėnas), Stellvertreter von Šarūnas Birutis im Kabinett Butkevičius. Mažintas trat wegen der Vorwürfe über die Kollision der privaten Interessen beim Amt und Reifzeugnisfälschung zurück.
Nach dem Strafgesetzbuch Litauens konnte die Urkundenfälschung und die Verwendung des Dokuments als unschweres vorsätzliches Verbrechen eingestuft werden. Da das gefälschte Dokument vor mehreren Jahren (2001) dem LMTA-Zulassungsausschuss vorgelegt wurde, darf Mažintas nach Ablauf von fünf Jahren wegen einer geringen vorsätzlichen Straftat nicht verurteilt werden. Der Fall verjährte 2006, folglich wurde kein Ermittlungsverfahren eingeleitet.
Angesichts der Tatsache, dass eine Person ohne Bescheinigung der sekundären Bildung kein Recht hat, in der Einrichtung der Hochschulbildungsebene zu studieren, beauftragte Ramutis Jancevičius, Chefankläger der Bezirksstaatsanwaltschaft Vilnius, die Staatsanwaltschaft um Maßnahmen über die Verteidigung eines öffentlichen Interesses.
Nach der Reifezeugnis-Affäre wurden alle akademischen Grade entzogen und er in der Akademie entlassen. Danach wurde er verpflichtet, die Kosten der drei absolvierten Studiengänge zu bedecken und die staatlichen Stipendien (etwa 9000 Euro) zurückzuzahlen.
Mažintas ist seit März 2013 Mitglied von LSDP.

## Familie
Seine Großmutter Nadežda Kazakauskienė war Chordirigentin und Musikpädagogin. Sie lehrte am Lietuvos valstybinė konservatorija.
Seine Mutter Janina Mažintienė ist Musikologin und Musikpädagogin, Lektorin am Lehrstuhl für rhythmische Musik der Fakultät für Künste und kreative Technologien von Vilniaus kolegija.
Mažintas ist verheiratet. Seine Frau ist Musikerin Ugnė Sabaitytė-Mažintienė.